# Талагери, Шрикант
Шрикант Талагери (англ. Shrikant G. Talageri, род. 1958) — индийский писатель и исследователь, получивший известность своими публикациями в области индоарийских миграций и хронологии «Ригведы». Наиболее известен как автор книги «The Rigveda: A Historical Analysis» (2000). Подвергается резкой критике со стороны лингвиста Майкла Витцеля и ряда других учёных.

## Книги
- The Aryan Invasion Theory: A Reappraisal, 1993, Aditya Prakashan
- The Rigveda: A Historical Analysis, 2000 ISBN 8177420100
- Michael Witzel — An Examination of His Review of My Book. 2001